# Votations cantonales genevoises du 24 novembre 2019
Huit objets de votation cantonale sont organisées pour le 24 novembre 2019 à Genève. Du fait de la proximité avec les élections fédérales du 20 octobre, aucun objet n'est soumis au peuple au niveau fédéral.

## Objets de votes
Le 24 novembre 2019, le peuple du canton de Genève votera sur huit objets cantonaux et 1 un objet dans la commune de Genthod.

### Projet Pré-du-Stand
La loi 12293 a pour objet la modification des limites de zones au lieu-dit «Pré-du-Stand» qui se situe au nord-ouest de la commune du Grand-Saconnex en zone agricole. Elle a pour objet:
1. La réalisation d'un pôle football cantonal dédié à la relève du football genevois autour du Servette FC
2. La construction d'un nouveau cycle d'orientation pour 900 élèves à Balexert
3. La construction de nouveaux logements sur la presqu'île d'Aïre
4. La création d'un campus de l'innovation à Genève dédié à la transition écologique et à l'innovation durable
5. La transformation d'une parcelle privée en 4 hectares d'espaces publics végétalisés [4]

Il a été refusé.

#### Point de vue du Conseil d’Etat
Le Conseil d’Etat a pris position en faveur de cette loi. Selon lui, le secteur permettra d'accueillir de nouvelles activités et l’aménagement du périmètre permettra d’offrir des installations sportives dont requiert le canton. Le projet permettra la construction d’un nouveau Cycle d'orientation à Balexert et la construction de logements supplémentaires sur le site actuel du CO du Renard à Aïre.
La loi 12293 a été adoptée par le Grand Conseil lors de sa séance du 24 janvier 2019 par 54 oui contre 35 non et 5 abstentions.

#### Prises de position des partis politiques[6]
|  | Partis                                             | Sigles  | Tendances politiques               | Objet 7 Pré-du-stand |
|  | -------------------------------------------------- | ------- | ---------------------------------- | -------------------- |
|  | Parti libéral-radical                              | PLR     | libéral/radical                    | OUI                  |
|  | Union démocratique du centre                       | UDC     | conservateur/libéral/souverainiste | OUI                  |
|  | Les socialistes                                    | PS      | social-démocrate                   | OUI                  |
|  | Parti démocrate-chrétien                           | PDC     | démocrate chrétien/centre droit    | OUI                  |
|  | Les Verts                                          | PES     | écologiste                         | NON                  |
|  | Jeunes Vert-e-s                                    | JVS     | écologiste                         | NON                  |
|  | Les sections communales du PS genevois             | PSS     | social-démocrate                   | OUI                  |
|  | Vert'libéraux                                      | PVL     | écologiste/social-libéral          | ABSTENTION           |
|  | Jeunes Libéraux-Radicaux Genève                    | JLRS    | libéral/radical                    | OUI                  |
|  | Jeunes PLR                                         | JLR     | libéral/radical                    | OUI                  |
|  | Ensemble à Gauche                                  | EAG     | Anticapitalisme/Écosocialisme      | NON                  |
|  | Mouvement citoyens genevois                        | MCG     | régionaliste/populiste             | ABSTENTION           |
|  | Parti suisse du travail-Parti ouvrier et populaire | PST-POP | communisme                         | NON                  |
|  | SolidaritéS                                        | SOL     | communisme/marxisme/trotskisme     | NON                  |

### Autres
L’initiative sur la maîtrise du développement de l'aéroport, l’augmentation des logements, la priorité à la maîtrise du développement de l’aéroport par rapport à son contre-projet et la limitation des produits phytosanitaires ont été acceptés.
Le contre-projet aéroport, un contrôle accru des expérimentations animales, et la création d’une zone de développement Les Crêts et l’acquisition de bâtiments au Creux-de-Genthod ont été rejetés.